# 里奥毛 (孔迪镇)
里奥毛为葡萄牙波尔图区的一个已撤销的堂区。总面积10.42平方公里，总人口1907人，人口密度183人/平方公里。
2013年，里奥毛堂区与原阿尔库什堂区合并为里奥毛和阿尔库什堂区。